# Jean Clergue
Pour les articles homonymes, voir Clergue.
Jean Clergue (1905-1971) est un compositeur et chef d'orchestre français. Il reste dans les mémoires comme un chef d'orchestre très actif, notamment à la tête de l'orchestre symphonique de  Toulouse-Pyrénées station de la Radiodiffusion télévision française, ainsi que dans les années 1940 de la radio à Paris.

## Œuvres
Son style peut se définir comme continuateur de Debussy ou de Fauré. Jean Clergue aura été un représentant de la miniature libre, comme le montrent ses pochades ou ses Musiques ingénues, qui comptent parfois moins d'une minute. Il aura aussi abordé des formes plus vastes, par exemple, la ballade pour violon et orchestre.
Quelques-unes de ses œuvres sont éditées.
- En balancelle (mélodie pour voix et piano), éditions Combre
- Poème pour violon et orgue (ou piano), éditions Combre (1967)
- Volutes - Primavera, pour deux saxophones altos, éditions Combre
- Malaguena, extraite des Musiques Ingénues pour piano, éditions Henry Lemoine
- Prélude, Lied et Rondo pour cor et piano, éditions Henry Lemoine
- Sarabande et Rigaudon pour trompette (ou cornet) et piano, éditions Henry Lemoine

- Cortège d'aubes, pour formation symphonique
- Ballade, pour violon et orchestre
- Chanson Nordique, pour piano seul
- Pochades, pour piano seul
- Musiques ingénues, pour piano seul
- Carmen, pour violon et piano
- Quatuor à cordes
- Élégie, pour chant et quatuor à cordes
- Adonis, trio pour voix de femmes

## Discographie
- Marcel Dardigna et Jean Clergue - poèmes lyriques et musiques ingénues, La nuit transfigurée, Réf. 340125